# Бармалей зубастый
Бармалей зубастый (лат. Barmaleus dentatus) — вид вымерших насекомых из семейства Protembiidae отряда Cnemidolestodea, единственный представитель рода Barmaleus. Ранее род сближали с гриллоблатидами (тараканосверчками).

## Описание
Мелкие насекомые (длина менее 1 см). Голова крупная, поперечная. Пронотум трапециевидный (суживается кпереди). Длина тела 7,8 мм, длина переднего крыла 6,1 мм, заднего крыла 4,5 мм. Ископаемые останки в виде отпечатков были найдены в Пермском крае (57,0° N; 57,7° E). Возраст находки — пермский период (кунгурский век).

## История изучения
Новокшонов, описавший новые вид и род Barmaleus dentatus в 1997 году, поместил их в семейство Tillyardembiidae гриллоблатид. Затем род перенесли в семейство Sylvardembiidae, которое с 2011 года синонимизировали с семейством Protembiidae (отряд Cnemidolestodea, Polyneoptera).
- Семейство Protembiidae Tillyard, 1937 [syn. Sylvardembiidae Novokshonov, 2000]
  - Род Barmaleus Novokshonov, 1997
    - Barmaleus dentatus Novokshonov, 1997